# Графтон, Сью
Сью Графтон (англ. Sue Taylor Grafton; 24 апреля 1940[…], Луисвилл, Кентукки — 28 декабря 2017[…], Санта-Барбара, Калифорния) — американская писательница детективного жанра, обладательница многих престижных литературных премий детективного жанра. Наиболее известна как автор «Алфавитной серии», где главным персонажем является частный детектив Кинси Милхоун в вымышленном городе Санта-Тереза, Калифорния.

## Биография
Отец писательницы Корнелиус Графтон был автором детективного жанра. И отец и мать писательницы были детьми пресвитерианских миссионеров. Отец был юристом, занимался муниципальными облигациями, а мать — учительницей химии средней школы. После Второй мировой войны оба родителя будущей писательницы начали испытывать проблемы с алкоголем, и Графтон заметила: «С пяти лет и дальше мне пришлось воспитывать себя самостоятельно».
Графтон и её старшая сестра Энн выросли в Луисвилле, где Сью окончила среднюю школу. Позже она посещала Университет Луисвилля (первый курс) и педагогический колледж Западного Кентукки (ныне Университет Западного Кентукки), прежде чем закончила Луисвильський университет в 1961 году, получив степень бакалавра английской литературы и гуманитарных наук и изобразительного искусства.
Закончив обучение, Графтон работала в больнице в регистратуре, а также кассиром и медицинским секретарём в Санта-Монике и Санта-Барбаре, Калифорния.
Мать Графтон покончила с собой в 1960 году по возвращении домой после операции по удалению рака пищевода, вызванного годами пьянства и курения. Отец Сью умер в 1982 году.

### Литературная деятельность
Отец Графтон был влюблён в детективную литературу и сам писал. Он познакомил Графтон с процессом написания и редактирования, вдохновлял её быть писательницей. Вдохновлённая отцом, Графтон начала писать, когда ей было 18 лет, а первый роман закончила через четыре года. Она продолжала писать и написала ещё шесть романов. Было опубликовано только два из этих семи романов («Дения Кезиа» и «Война Лолли-Мадонна»). Позже Графтон уничтожила рукописи своих пяти ранних, неопубликованных романов.
Не получив признания своих первых романов, Графтон обратилась к написанию киносценариев. Она работала в течение следующих 15 лет (с 1973 по 1989 год) над написанием сценариев для многих телевизионных фильмов и адаптаций. Её сценарий фильма «Хождение по огню» получил премию Кристофера в 1979 году, которая присуждается в США с 1949 года продюсерам, режиссёрам и писателям книг, фильмам и телевизионным сценариям, которые «подтверждают высокие ценности человеческого духа».
Её опыт в области написания сценариев научил её основам структуризации рассказа, написанию диалогов и созданию последовательностей действий. Вскоре Графтон почувствовала готовность вернуться к написанию художественной литературы. Проводя «горькое сражение при разводе и опеке, которое длилось шесть долгих лет», она представляла способы убийства или увечья своего бывшего мужа. Её фантазии были настолько яркими, что она решила их записать .

#### Создание алфавитной серии
В 1982 году Сью начала работать над детективной «алфавитной серией». Первый детектив назывался «А» — значит алиби". Затем последовали «Б» и т. д. Героиня этой серии Кинси Милхаун уверенно заняла своё место среди «крутых» мужчин" направления детективного жанра.
Произведения Графтон опубликованы в 28 странах на 26 языках. Жизнь и работа в Голливуде произвели на Сью такое тягостное впечатление, что она наложила запрет на экранизацию своих детективов даже после смерти. Для стиля Графтон характерный краткая детективная выдумка. Стиль часто описывается, как «лаконичный, лёгкий, мудрый».
Скончалась на 77 году жизни после двух лет борьбы с раком молочной железы.

## Алфавитная серия
- 1982 — 1. A is for alibi — «А» — значит алиби
- 1985 — 2. B is for burglar — «Б» — значит безнаказанность («Б» — значит безопасность)
- 1986 — 3. C is for corpse
- 1987 — 4. D is for deadbeat
- 1988 — 5. E is for evidence
- 1989 — 6. F is for fraud
- 1990 — 7. G is for gumshoe
- 1991 — 8. H is for homicide
- 1992 — 9. I is for innocent — «Н» — значит невиновен
- 1993 — 10. J is for judgment — «К» — значит кара
- 1994 — 11. K is for killer — «У» — значит убийца
- 1995 — 12. L is for lawless
- 1996 — 13. M is for malice
- 1998 — 14. N is for noose
- 1999 — 15. O is for outlaw
- 2001 — 16. P is for peril — «П» — значит погибель
- 2002 — 17. Q Is for quarry
- 2004 — 18. R Is for Ricochet
- 2005 — 19. S Is for Silence — «М» — значит молчание
- 2007 — 20. T Is for Trespass
- 2009 — 21. U Is for Undertow
- 2001 — 22. V Is for Vengeance
- 2013 — 23. W Is for Wasted
- 2015 — 24. X
- 2017 — 25. Y Is for Yesterday
- 2019 — 26. Z Is for Zero (анонсирован, но не написан из-за смерти автора)

## Награды
Литературное творчество Сью Графтон отмечено наградами Эдгара По, Shamus и трижды наградой Энтони. Она избиралась президентом Американской ассоциации детективных писателей. В 2004 году писательница удостоилась наград Росса Макдональда и «Марло».